# Мандаториччо
Мандаториччо (італ. Mandatoriccio, сиц. Mannaturizzu) — муніципалітет в Італії, у регіоні Калабрія,  провінція Козенца.
Мандаториччо розташоване на відстані близько 460 км на південний схід від Рима, 70 км на північ від Катандзаро, 55 км на схід від Козенци.
Населення — 2911 осіб (2014).
Щорічний фестиваль відбувається 2 квітня. Покровитель — San Francesco di Paola.

## Демографія
Населення за роками:

Станом на 1 січня 2023 року в муніципалітеті офіційно проживало 120 іноземців з 13 країн, серед них 86 громадян країн Євросоюзу та 12 громадян України.

## Сусідні муніципалітети
- Кампана
- П'єтрапаола
- Скала-Коелі